# NSB řada Di 3
Di 3 je řada motorových lokomotiv Norských státních drah (NSB) dodaná švédskou firmou NOHAB.
Tyto lokomotivy s typovým označením AA16 vyráběné v licenci GM byly dodávány do Norska v letech 1957 – 1969 v celkovém počtu 35 kusů, z toho 30 Di3a, 3 Di3b a 2 Di3c. Lokomotivy byly vyřazeny z pravidelného provozu 26. prosince 2000, některé stroje ještě byly nasazovány až do 7. ledna 2001. Některé stroje byly prodány do Kosova, do Itálie a pět kusů společnosti Ofotbanen AS.

## Historie
V roce 1952 rozhodla norská vláda, že 50% železniční sítě bude elektrifikováno a 80% přeprav bude uskutečněno v elektrické trakci. Pro zbylých 20% hledala alternativu k parní trakci. NSB si proto zapůjčily jednu lokomotivu NOHAB AA16 vyrobenou v licenci General Motors Electro-Motive Division v květnu 1954. Lokomotiva dostala označení Typ 64, číslo 2246 a byla zkoušena na Nordlandsbanen. Testy dopadly úspěšně a lokomotiva byla shledána vyhovující.
NSB objednaly pět nových lokomotiv (603-607), které byly dodány v roce 1957. Dodatečně byl zakoupen i zkušební stroj a bylo mu přiděleno číslo 602. Ve stejném roce zakoupily NSB dalších 8 strojů (608-615), které byly nasazeny na Dovrebanen, Nordlandsbanen, Gjøvikbanen a Bergensbanen. V roce 1958 bylo dodáno dalších 6 strojů, které byly nasazeny v jižní části Dovrebanen pro provoz do Hamaru. Několik mostů na jihu Gudbrandsdalen muselo být v souvislosti s novými stroji zesíleno. Ve stejném roce zavedly NSB noční vlaky na Raumabanen, na které byla nasazována řada Di3 společně s parními lokomotivami až do roku 1965.
Tři lokomotivy NoHAB se k NSB dostaly oklikou: NoHAB postavila pro zkoušky ve Finsku lokomotivu s uspořádáním (A1A)’(A1A)’ a s maximální rychlostí 143 km/h. V naději na úspěch postavila zároveň ještě další dvě stejné lokomotivy. Jelikož se VR nakonec rozhodly jinak, přestavěla NoHAB všechny tři lokomotivy na normální rozchod a v roce 1960 prodala NSB. Zde byly označeny řadou Di 3b, inv. č. 641 – 643.
Dále byly dokončeny ještě dvě lokomotivy taktéž zamýšlené pro export do Finska. Tyto lokomotivy byly opatřeny normálněrozchodnými podvozky s uspořádáním Co’-Co’ a s maximální rychlostí 105 km/h a jako řada Di 3c, inv. č. 622 a 623 taktéž prodány NSB. Jednalo se o poslední dvě dokončené lokomotivy typu AA16. Byly označeny řadou Di 3b a nasazeny do provozu.

### Elektrifikace na postupu

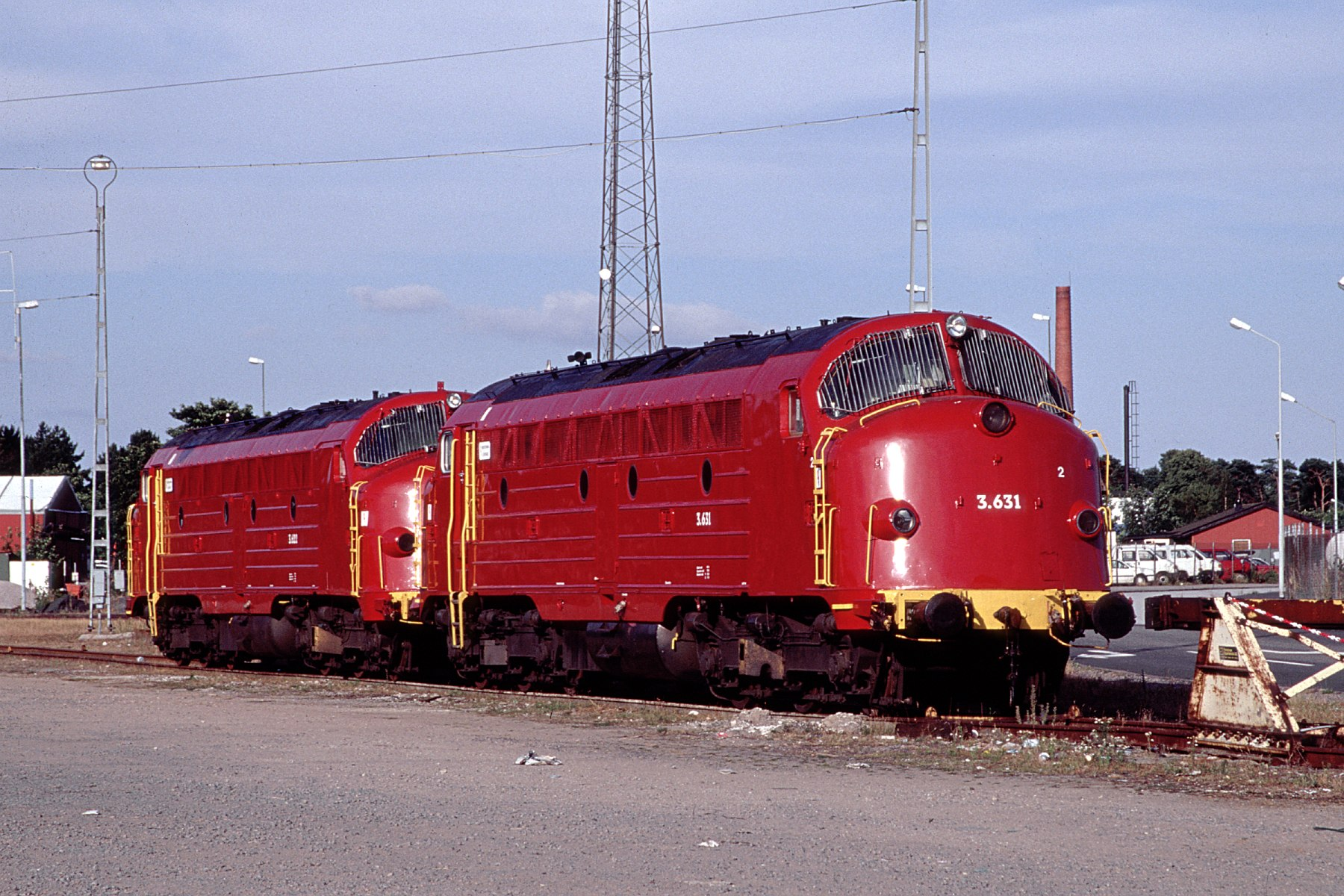
Dvě lokomotivy Di 3 v posledním barevném schématu NSB

Na počátku roku 1961 17 z 25 lokomotiv Di 3 bylo deponováno v Trondheimu, další dvě v Hamaru a šest v Bergenu. Zároveň byly v tomto období nasazeny Di 3 na Rørosbanen, kde musely být také zesíleny mosty. V únoru 1961 byla elektrifikována trať Oslo – Hønefoss a v únoru 1962 byla Nordlandsbanen prodloužena do Bodø a trať Hønefoss – Ål elektrifikována. Na Rørosbanen byla v roce 1964 dokončena rekonstrukce mostů a od května zde byly nasazeny Di3 do pravidelného provozu. Zároveň byla dokončena elektrifikace trati do Bergenu a pět strojů Di 3 bylo převedeno na jiné tratě. Poslední lokomotiva zůstala ve Finse pro odklízení sněhu a jako záloha. V roce 1965 byly dodány stroje 624 – 629, což znamenalo konec expresů v parní trakci na Rørosbanen.
V roce 1967 dosáhla elektrifikace Dovrebanen stanice Otta a o rok později Dombås. Zároveň byla rekonstruována Valdresbanen, což umožnilo nasazení Di 3. V roce 1969 byly dodány poslední čtyři stroje 630 – 633 a byl ukončen parní provoz. V roce 1970 byla dokončena elektrifikace Dovrebanen a Di 3 byly soustředěny na Nordlandsbanen, Meråkerbanen, Rørosbanen, Raumabanen, Solørbanen a Valdresbanen, kde sloužily až do svého vyřazení.

### Konec provozu
Di 3 byly až do roku 1981 jedinými dieselovými lokomotivami NSB pro traťovou službu. V uvedeném roce přišla výrazně výkonnější řada Di 4, zprvu nasazená na Nordlandsbanen. Spolu s ukončením osobní dopravy na Valdresbanen v roce 1989 znamenala tato skutečnost postupný přesun Di 3 do nákladní dopravy. V 90. letech se již NSB porozhlížely po náhradě 40 let starých lokomotiv. Předpokládala se náhrada dvěma řadami: 12 stroji Di 6 pro těžké nákladní vlaky a 20 lokomotiv řady Di 8 pro lehčí vlaky.
Nasazení Di 6 skončilo velkým fiaskem, zatímco Di 8 se vcelku osvědčily. Di 6 byly vráceny výrobci – Siemens, Německo. V osobní dopravě byly klasické soupravy nahrazeny motorovými jednotkami řad 92 a 93. Poslední vlak tažený stroji Di 3 jel na Rørosbanen 26. prosince 2000 se stroji Di 3 623 a 629. Poté byly ještě tyto stroje sporadicky nasazovány na Nordlandsbanen až do 7. ledna 2001 ve dvojicích s Di 4 na některých úsecích trati. Po tomto datu již nebylo jejich nasazení do provozu dovoleno.

## Nové využití

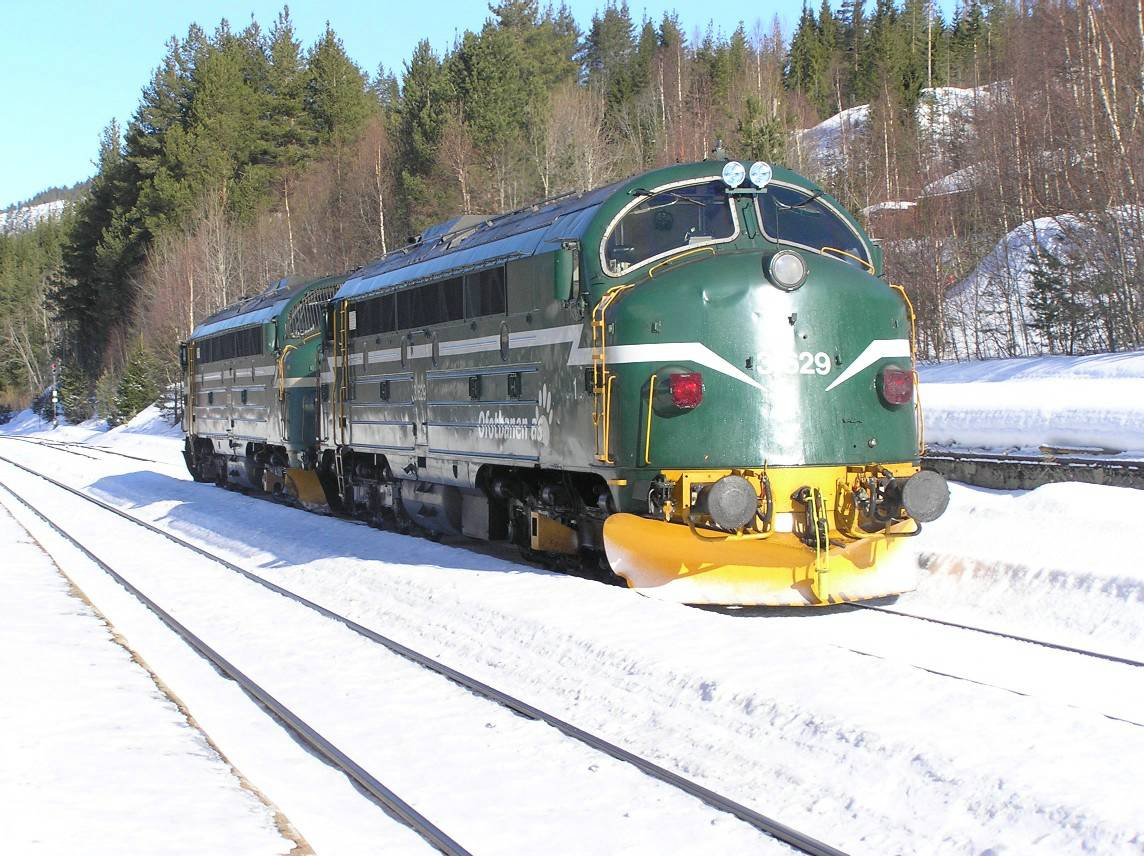
Dvě Di 3 v barvách Ofotbanen AS

NSB započalo s vyřazováním Di 3 již v 90. letech, avšak na rozdíl od lokomotiv DSB nekončily tyto stroje ve Švédsku, ale většinou byly rozloženy. 4 lokomotivy byly prodány do Itálie železniční stavební firmě a čtyři odeslány jako pomoc do Kosova. Pět bylo v roce 2001 prodáno společnosti Ofotbanen AS a slouží většinou k přepravě řeziva.
Dva stroje jsou zachovány v Norském železničním muzeu v provozuschopném stavu – 602 a 616 a jsou udržovány a provozovány společností GM-Gruppen, která pečuje o skandinávské stroje General Motors.
.
.
.
.

### Přehled zachovaných strojů
| Číslo | Řada  | Dodána            | Vyřazena                  | Poznámka                                                           |
| ----- | ----- | ----------------- | ------------------------- | ------------------------------------------------------------------ |
| 602   | Di 3a | 16. října 1954    | 11. října October 11 1995 | Majitel Norské železniční muzeum, provozuje Norsk Museumstog (NMT) |
| 603   | Di 3a | 25. dubna 1957    |                           | Majetek Ofotbanen AS                                               |
| 610   | Di 3a | 19. února 1958    | 19. dubna 1995            | Deponována NSB v Trondheimu                                        |
| 616   | Di 3a | 22. srpna 1958    | 1997                      | Majitel Norské železniční muzeum, provozuje Norsk Museumstog (NMT) |
| 619   | Di 3a | 24. října 1958    | 2001                      | Prodána OSN a odeslána do Kosova                                   |
| 621   | Di 3a | 16. prosince 1958 |                           | Majetek Ofotbanen AS                                               |
| 622   | Di 3c | 2. července 1960  |                           | Prodána na Sicílii                                                 |
| 623   | Di 3c | 18. srpna 1960    |                           | Majetek Ofotbanen AS                                               |
| 626   | Di 3a | 21. května 1965   |                           | Prodána na Sicílii                                                 |
| 628   | Di 3a | 1. srpna 1965     |                           | Majetek Jernbaneverket                                             |
| 629   | Di 3a | 13. září 1965     |                           | Majetek Ofotbanen AS                                               |
| 630   | Di 3a | 28. června 1969   |                           | Prodána na Sicílii                                                 |
| 631   | Di 3a | 18. července 1969 |                           | Prodána na Sicílii                                                 |
| 632   | Di 3  | 4. září 1969      |                           | Majetek Ofotbanen AS                                               |
| 633   | Di 3  | 16. října 1969    | 2001                      | Prodána OSN a odeslána do Kosova                                   |
| 641   | Di 3b | 2. července 1960  | 2001                      | Prodána OSN a odeslána do Kosova                                   |
| 642   | Di 3b | 2. července 1960  |                           | Záložní stroj ve stanici Ål                                        |
| 643   | Di 3b | 9. prosince 1960  | 2001                      | Prodána OSN a odeslána do Kosova                                   |